# IJsbaan van Kiyomigaoka
De ijsbaan van Kiyomigaoka (スケート 池田町) is een ijsbaan in Ikade in de prefectuur Hokkaido in het noorden van Japan. De openlucht-natuurijsbaan ligt op 50 meter boven zeeniveau. De ijsbaan is gelegen in het Kiyomigagaoka Park.
Erkende ijsbanen

Niet-erkende ijsbanen